# Liste des maires de Choisy-le-Roi
La liste des maires de Choisy-le-Roi présente la liste des maires de la commune française de Choisy-le-Roi, située dans le département du Val-de-Marne en région Île-de-France.

## Liste des maires

### Entre 1790 et 1944
| Période                                  | Période | Identité                       | Étiquette      | Qualité |
| ---------------------------------------- | ------- | ------------------------------ | -------------- | --- |
| 8 février 1790                           |         | Jean-Pierre Vaugeois           |                | Premier maire de Choisy-le-Roi Artisan menuisier, entrepreneur des bâtiments du Roi. |
| Les données manquantes sont à compléter. |         |                                |                | |
| 1800                                     | 1800    | François Louis Frazier         |                | |
| 1800                                     | 1806    | Antoine Benoït Joret           |                | |
| 1806                                     | 1815    | Nicolas Duchef de la Ville     |                | |
| 1815                                     | 1821    | Claude Jean Genty              |                | |
| 1821                                     | 1824    | Nicolas Paillard               |                | |
| 1824                                     | 1829    | Claude Jean Genty              |                | |
| 1829                                     | 1839    | Louis Cantien Boivin           |                | |
| 1840                                     | 1843    | Jean Hippolyte Hautin          |                | |
| 1843                                     | 1847    | Jean Michel Rond               |                | |
| 1847                                     | 1853    | Louis Cantien Boivin           |                | |
| 1853                                     | 1856    | Louis Marie Normand            |                | |
| 1856                                     | 1870    | Jules Mathieu Lagoutte         |                | Maître de forges |
| 1870                                     | 1871    | Pierre Adolphe Bayvet          |                | |
| 1871                                     | 1876    | Jean Baptiste Piquet           |                | |
| 1876                                     | 1881    | Alphonse Eugène Brault         |                | |
| 1881                                     | 1885    | Paul Émilien Carle             |                | |
| 1885                                     | 1887    | Louis Armand Noblet            |                | |
| 1887                                     | 1891    | Victor Louis Machelard         |                | |
| 1891                                     | 1892    | Jean-Louis Alphonse Mestais    |                | |
| 1892                                     | 1895    | François Raymond Rostaing      |                | |
| 1895                                     | 1896    | Augustin Guillaume             |                | |
| 1896                                     | 1898    | Charles Gustave Imbert         |                | Imprimeur typographe |
| 1898                                     | 1900    | Alfred Brauld                  |                | |
| 1900                                     | 1901    | Alexandre Félix Albéric Chéron | Soc. Ind.      | Conseiller général d'Ivry-sur-Seine (1908 → 1912) |
| 1901                                     | 1919    | Laurent Augustin Rondu         | Rad.           | Propriétaire Conseiller d'arrondissement d'Ivry (1893 → 1905) |
| 1919                                     | 1921    | Eugène Levesque                | SFIO puis SFIC | Représentant de commerce Démissionnaire |
| 1921                                     | 1925    | Jean-Louis Petit               | PCF            | Employé de commerce |
| 1925                                     | 1927    | Georges Tirard                 | SFIO           | Ouvrier imprimeur |
| 1927                                     | 1936    | Léon Gourdault                 |                | |
| 1936                                     | 1943    | Georges Migneau                |                | Directeur commercial Conseiller départemental de Choisy-le-Roi (1941 → 1943) Nommé vice-président du conseil départemental (1943 → 1943) Maintenu dans sa fonction de maire par le gouvernement de Vichy. Décédé en fonction |
| juillet 1943                             | 1944    | Joseph Loireau                 |                | Médecin Conseiller départemental de Choisy-le-Roi (1943 → 1944) Nommé par le Gouvernement de Vichy |

### Depuis 1944
Depuis la Libération de la France, dix maires se sont succédé à la tête de la commune.
| Période        | Période                    | Identité         | Étiquette | Qualité |
| -------------- | -------------------------- | ---------------- | --------- | --- |
| septembre 1944 | mai 1945                   | Georges Léger    | MRP       | Médecin, résistant OCM Président du Comité local de libération                                                                                             |
| mai 1945       | octobre 1947               | Alfred Lebidon   | PCF       | Ouvrier du livre, syndicaliste Conseiller général de la Seine (1945 → 1953)                                                                                |
| octobre 1947   | juin 1948                  | Louis Lantheaume | SFIO      | Chef de service au ministère de la Guerre Démissionnaire                                                                                                   |
| juin 1948      | novembre 1955              | Marcel David     | SFIO      | Ancien agent technique des PTT Décédé en fonction |
| décembre 1955  | mars 1959                  | Henri Sergent    | SFIO      | Ancien militaire |
| mars 1959      | octobre 1979               | Fernand Dupuy    | PCF       | Instituteur, résistant Député de la Seine (1962 → 1967) Député du Val-de-Marne (1967 → 1978) Conseiller général de la Seine (1953 → 1967) Démissionnaire   |
| octobre 1979   | juillet 1996               | Louis Luc        | PCF       | Journaliste parlementaire, résistant Premier adjoint (1971 → 1979) Décédé en fonction                                                                      |
| août 1996      | avril 2014                 | Daniel Davisse,  | PCF       | Chef de cabinet du ministre des Transports (1981 → 1984) Conseiller général de Choisy-le-Roi (2004 → 2011) Vice-président du conseil général (2004 → 2011) |
| avril 2014     | juillet 2020               | Didier Guillaume | PCF       | Responsable formation Conseiller général puis départemental de Choisy-le-Roi (2011 → 2021)                                                                 |
| juillet 2020   | En cours (au 28 juin 2020) | Tonino Panetta   | LR        | Chef d'entreprise Conseiller départemental de Choisy-le-Roi (2021 → ) Vice-président du conseil départemental (2021 → )                                    |